# Westonzoyland
Westonzoyland är en ort och civil parish i Storbritannien.   Den ligger i grevskapet Somerset och riksdelen England, i den södra delen av landet, 200 km väster om huvudstaden London. Westonzoyland ligger 10 meter över havet och antalet invånare är 1 754.
Terrängen runt Westonzoyland är platt. Runt Westonzoyland är det ganska tätbefolkat, med 160 invånare per kvadratkilometer. Närmaste större samhälle är Bridgwater, 5,7 km väster om Westonzoyland. Trakten runt Westonzoyland består i huvudsak av gräsmarker.